# Parque nacional Culgoa
Culgoa es un parque nacional en Nueva Gales del Sur (Australia), ubicado a 662 km al noroeste de Sídney, a 100 km al norte de Brewarrina y a 180 km al norte de Bourke.
Está formado por planicies inundables en los alrededores del río Culgoa a la sombra de árboles de coolibah. Una gran variedad de animales autóctonos habitan esta región.
El visitante puede recorrer las zonas cercanas al río, los bosques de coolibah o las colinas arenosas cubiertas de girasoles al pasar las lluvias de primavera. El parque dispone de una pequeña zona para acampar o almorzar, donde pueden llegar vehículos de todo tipo.